# Mount

mount — утилита командной строки в UNIX-подобных операционных системах. Применяется для монтирования файловых систем.
В статье приведено описание и примеры для операционной системы GNU/Linux.
Часто mount используется для SD-карты, USB-накопителя, DVD и других съемных носителей. Команда также доступна в оболочке EFI.

## Использование
mount /dev/cdrom /mnt/cdrom
Устройство /dev/cdrom монтируется в каталог /mnt/cdrom, если он существует.
Начиная от момента монтирования и пока пользователь не отмонтирует файловую систему (или туда не будет смонтировано что-то иное) в каталоге /mnt/cdrom будет содержаться дерево каталогов устройства /dev/cdrom; те файлы, и подкаталоги, которые раньше находились в /mnt/cdrom, сохранятся, но будут недоступны до размонтирования устройства /dev/cdrom.

### Размонтирование командой umount
Для размонтирования достаточно указать точку монтирования или имя устройства.
umount /dev/cdrom

### Монтирование USB-дисков
Для распространённого случая, когда USB-диск имеет файловую систему FAT32, команда монтирования выглядит так:
mount -t vfat -o codepage=866,iocharset=utf8 /dev/sda1 /mnt
Параметр codepage необходим, чтобы имена созданных файлов корректно отображались в старых ОС (например, DOS). Если дистрибутив использует в качестве кодировки системной локали не UTF-8, то её необходимо указать в параметре iocharset так:
mount -t vfat -o codepage=866,iocharset=koi8-r /dev/sda1 /mnt
Реально используемую кодировку можно определить, выполнив команду locale.
Полезными опциями при монтировании Flash-дисков являются sync и flush. Первая приводит к постоянному сбросу на диск буфера записи, так что данные не теряются при отсоединении flash-диска без размонтирования. Побочный эффект такого монтирования — значительное уменьшение в скорости записи. Вторая опция (доступна только в новых ядрах Linux) ведёт к сбросу буфера на диск после записи последнего файла. Это также способствует сохранению данных в случае удаления диска без размонтирования, но не приводит к падению скорости записи.

### Монтирование NTFS дисков/разделов
mount -t ntfs -o noatime,users,rw,fmask=111,dmask=000,iocharset=ru_RU.UTF-8 /dev/sda1 /mnt/win_xp 

### Монтирование образов дисков
Если имеется образ диска в виде iso-файла, то для его монтирования нужно указать параметр -o loop и, обычно, тип файловой системы -t iso9660 (необязательно) (file.iso — это имя файла образа, а /mnt/iso — точка монтирования):
mount -o loop -t iso9660 file.iso /mnt/iso
Монтирование образов в форматах, отличных от iso потребует преобразования в iso-образ или использования эмулятора. Для преобразования можно использовать утилиты командой строки (см. ниже) или утилиту kiso с графическим интерфейсом. Монтирование образов дисков в Linux

#### Образы bin/cue
Для преобразования образа bin/cue в iso-образ можно воспользоваться конвертером bchunk:
bchunk image.bin image.cue image.iso

### Монтирование сетевых дисков NFS
mount 172.22.2.1:/mnt/iso/ /mnt/iso/

### Монтирование сетевых дисков SMB
Пример монтирования сетевых SMB-ресурсов :
mount -t smbfs -o username=user,password=pass //server/dir /mnt/localdir/
mount -t cifs -o username=user,password=pass //server/dir /mnt/localdir/
(Утилита smbfs заменилась в ядре linux на совместимую с ней cifs.)
примечания:
- «-t cifs» можно иногда не указывать, если имя монтируемого устройства вида «//server/dir»

mount //server/dir /mnt/localdir/ -o username=user,password=pass
- если для авторизации необходимо указать доменное имя пользователя, то в параметрах команды mount оно указывается как «-o username=domain\\user», однако при указании монтируемого ресурса в /etc/fstab имя пользователя указывается как «domain/user»:

//server/dir /mnt/localdir/ cifs user=domain/user,password=pass 0 0

### Монтирование FTP серверов
curlftpfs -v -o iocharset=UTF-8 ftp://user:password@ftp.example.com/ /mnt/ftp

### Монтирование каталога файловой системы с другого компьютера через ssh
Модуль ядра Fuse (был принят в официальную ветку ядра начиная с 2.6) позволяет непривилегированным пользователям монтировать различные файловые системы.
Для работы необходимо добавить пользователя в группу fuse, сделать это можно вот так:
usermod -G -a fuse user
или
adduser user fuse
или вручную отредактировав файл /etc/group. Ещё необходимо, чтобы загружен был модуль ядра fuse:
modprobe fuse
После этого, можно смонтировать каталог другого компьютера с помощью sshfs: 

sshfs user@udalenniy_server:/tmp ~/udalennaya_papka
Для отмонтирования нужно ввести команду:
fusermount -u ~/udalennaya_papka

## Параметры монтирования
В случае необходимости при выполнении команды mount можно указать дополнительные параметры монтирования.

### -t Тип файловой системы
Обычно при монтировании определяется автоматически или берётся из файла конфигурации (см. ниже). Но в отдельных случаях нужно указывать тип файловой системы явно. Например при монтировании DVD диска с файловой системой UDF.
mount /dev/cdrom /mnt/dvd -t udf
Если неправильно указать тип файловой системы, то команда mount выдаст сообщение об ошибке
```
mount: wrong fs type, bad option, bad superblock on /dev/cdrom,
       missing codepage or other error
       In some cases useful info is found in syslog - try
       dmesg | tail  or so

```

и посоветует посмотреть в конец файла системных сообщений.
Unable to identify CD-ROM format.
В случае успешного монтирования обычно сообщается, что компакт диск монтируется (по умолчанию) в режиме «только для чтения».
mount: block device /dev/cdrom is write-protected, mounting read-only

### -o Атрибуты доступа
- Доступ «только для чтения» (ro) или на «чтение и запись» (rw)
- Разрешение или запрещение запуска программ (noexec)

Пример 1 (для образца, взято монтирование USB диска):
mount -t vfat -o rw,noexec,iocharset=utf8,codepage=866 /dev/sda1 /mnt/usb
Пример 2 (для образца, взято монтирование ntfs раздела с установленной Windows XP):
mount -t ntfs -o noatime,users,rw,fmask=111,dmask=000,locale=ru_RU.UTF-8 /dev/sda1 /mnt/win_xp
Пример 3 (перемонтировать устройство с доступом на «чтение и запись» (rw))
mount -o remount,rw /dev/sda2

## mount --bind
Команда mount с ключом --bind или с коротким ключом -B применяется в системах на ядре Linux (начиная с 2.4.0) для создания синонима каталога в дереве файловой системы. К примеру, команда:
mount --bind /mnt/cdrom/Files /var/ftp/cdrom
позволит обращаться к файлам из /mnt/cdrom/Files через путь /var/ftp/cdrom, где /var/ftp/cdrom — некий уже существующий (возможно, пустой) каталог (его настоящее содержимое будет недоступно до момента размонтирования). Можно также вместо отдельной опции --bind написать -o bind, что будет иметь аналогичное действие. Также это позволяет добавить правило в файл /etc/fstab для монтирования при старте системы:
/olddir /newdir none bind
Преимуществом данного способа создания ссылок на каталоги над символьными ссылками является возможность обходить ограничения доступа к файловой системе, возникающие перед процессами, запущенными в среде chroot или серверами, применяющими принцип chroot. Например, FTP-сервер proftpd делает недоступными символьные ссылки, указывающие на файлы и каталоги вне определённого каталога.
Действие команды mount --bind напоминает DOS-овский subst.

## Список смонтированных файловых систем
При запуске команды mount без параметров выводится список смонтированных файловых систем:
```
 /dev/md/5 on / type reiserfs (rw,noatime)
 proc on /proc type proc (rw)
 sysfs on /sys type sysfs (rw,nosuid,nodev,noexec)
 udev on /dev type tmpfs (rw,nosuid)
 devpts on /dev/pts type devpts (rw,nosuid,noexec)
 /dev/md/4 on /files type xfs (rw,noatime)
 /dev/sda3 on /mnt/a type ext3 (rw,noatime)
 /dev/sdd2 on /mnt/docs type reiserfs (rw,noatime)
 shm on /dev/shm type tmpfs (rw,noexec,nosuid,nodev)
 usbfs on /proc/bus/usb type usbfs (rw,noexec,nosuid,devmode=0664,devgid=85)
 binfmt_misc on /proc/sys/fs/binfmt_misc type binfmt_misc (rw,noexec,nosuid,nodev)
 nfsd on /proc/fs/nfs type nfsd (rw,noexec,nosuid,nodev)
 //ax2/i on /mnt/smb type smbfs (0)
 172.22.2.1:/files on /mnt/files type nfs (rw,addr=172.22.2.1)

```

В этом примере показывается много смонтированных файловых систем (ФС).
- в первой строке сообщается, что в качестве корневой ФС выступает RAID-массив, с ФС типа reiserfs и параметрами монтирования: доступ на чтение и запись (rw) и указанием не обновлять атрибут времени последнего доступа (noatime)
- sysfs, udev, devpts — это стандартные (для систем Linux) виртуальные ФС
- /dev/sda3 — это раздел SATA диска
- usbfs — это виртуальная файловая система для работы с USB устройствами
- //ax2/i — это путь к сетевому диску SMB
- 172.22.2.1:/files — путь к сетевому диску NFS, находящемся на сервере с IP-адресом 172.22.2.1

## Файл конфигурации
Чтобы облегчить процедуру монтирования, можно внести в файл конфигурации /etc/fstab соответствующие строки. Примерное содержимое для этого файла:
```
 # <fs>                  <mountpoint>    <type>          <opts>          <dump/pass>
 
 # NOTE: If your BOOT partition is ReiserFS, add the notail option to opts.
 #/dev/BOOT              /boot           ext2            noauto,noatime  1 2
 /dev/sda5               /               reiserfs        noatime         0 1
 /dev/sda1               none            swap            sw              0 0
 /dev/cdrom              /mnt/cdrom      iso9660         noauto,ro       0 0
 #/dev/fd0               /mnt/floppy     auto            noauto          0 0
 
 # NOTE: The next line is critical for boot!
 proc                    /proc           proc            defaults        0 0
 
 # glibc 2.2 and above expects tmpfs to be mounted at /dev/shm for
 # POSIX shared memory (shm_open, shm_unlink).
 # (tmpfs is a dynamically expandable/shrinkable ramdisk, and will
 #  use almost no memory if not populated with files)
 shm                     /dev/shm        tmpfs           nodev,nosuid,noexec     0 0

```

В дальнейшем можно будет указывать в команде mount только имя устройства или точку монтирования — все дополнительные параметры будут браться из файла конфигурации. Например, применительно к данной конфигурации, команда mount /mnt/cdrom будет эквивалентна выполнению команды
mount /dev/cdrom /mnt/cdrom -t iso9660 -o noauto,ro
Другое назначения файла конфигурации — автоматическое монтирование файловых систем при загрузке системы. Если не требуется монтировать определённые файловые системы, то для них в файле конфигурации нужно указать параметр noauto.